# Jené
Jené (em francês: Djenné) é uma pequena cidade no centro do Mali. Situa-se a oeste do rio Bani. A cidade é famosa pela Grande Mesquita de Jené, originalmente construída em 1220 e reconstruída em 1907. No passado, Jené foi um centro de comércio e aprendizagem, e foi conquistada várias vezes desde a sua fundação. O centro histórico da cidade foi declarado Património Mundial da UNESCO em 1988. É parte da região de Mopti.

## Ligações Externas
- Galeria da UNESCO - Antigas Cidades de Jené
- UNESCO - Antigas Cidades de Jené

| Imagem: Antigas Cidades de Jené | A cidade de Jené está incluida sítio "Antigas Cidades de Jené", Património Mundial da UNESCO. |  |